# Viktor Sergejev
Viktor Sergejev (russisk: Виктор Анатольевич Сергеев) (født 3. april 1938 i Sankt Petersborg i Sovjetunionen, død 19. november 2006 i Moskva i Rusland) var en sovjetisk filminstruktør.

## Filmografi
- Palatj (Палач, 1990)[1][2]
- Genij (Гений, 1991)
- Sjizofrenija (Шизофрения, 1997)